# Nada es Imposible
«Nada es Imposible» (рус. Нет ничего невозможного) — восьмой сингл с альбома Рики Мартина A Medio Vivir. Он был выпущен 5 апреля 1997 г..
Песня была написана испанским автором-исполнителем Алехандро Санзом.
«Nada es Imposible» достигла двадцать-третьей строки в Hot Latin Songs в США.

## Форматы и трек-листы
US promotional CD single
1. «Nada es Imposible» — 4:22

## Чарты
| Чарт (1997)                  | Наивысшая позиция |
| ---------------------------- | ----------------- |
| US Billboard Hot Latin Songs | 23                |
| US Billboard Latin Pop Songs | 6                 |